# Campionati mondiali di tiro al bersaglio mobile 1979
I campionati mondiali di tiro 1979 furono la sesta edizione dei campionati mondiali di questo sport e si disputarono a Linz.

## Risultati

### Uomini

#### Bersaglio mobile
| Evento              | Oro                                                                      | Oro       | Argento                                                         | Argento   | Bronzo                                                                   | Bronzo    |
| Evento              | Atleta                                                                   | Risultato | Atleta                                                          | Risultato | Atleta                                                                   | Risultato |
| 50m                 | Tibor Bodnár                                                             | 579       | András Doleschall                                               | 577       | Juha Rannikko                                                            | 575       |
| 50m a squadre       | Finlandia Martti Eskelinen Jorma Lievonen Juha Rannikko Matti Saeteri    | 1534      | Ungheria Tibor Bodnár András Doleschall Gyula Szabó J. Szekeres | 1533      | Unione Sovietica A. Gordjankin Aleksandr Gazov M. Jogi Alexandr Kediarov | 1526      |
| Misto 50m           | Aleksandr Gazov                                                          | 387       | Igor' Sokolov                                                   | 386       | Gyula Szabó                                                              | 385       |
| Misto 50m a squadre | Unione Sovietica Igor' Sokolov Aleksandr Gazov M. Jogi Alexandr Kediarov | 1533      | Ungheria Tibor Bodnár András Doleschall Gyula Szabo J. Szekeres | 1514      | Svezia Lars Ivarsson Harry Johansson Karl Karlsson M. Nordvors           | 1508      |

## Medagliere
Nazione ospitante
| Posiz. | Nazione          | Oro | Argento | Bronzo | Totale |
| ------ | ---------------- | --- | ------- | ------ | ------ |
| 1      | Unione Sovietica | 2   | 1       | 1      | 4      |
| 2      | Ungheria         | 1   | 3       | 1      | 4      |
| 3      | Finlandia        | 1   | 0       | 1      | 2      |
| 4      | Svezia           | 0   | 0       | 1      | 1      |